# Distretto di Niaosong
Il distretto di Niaosong (鳥松區S, Niǎosōng QūP) è un distretto della municipalità di Kaohsiung, situata a Taiwan.